# Hardcore rap
Hardcore rap (nazywany również hardcore hip-hop. Mylony często z rapcore) – jeden z nurtów muzyki hip-hop, którego istotą jest agresja i konfrontacja. Gatunki pochodne to gangsta rap, mafiozo rap, horrorcore.
Geneza hardcore rapu wywodzi się z popularnego w latach 80. XX w. gatunku hip-hopu, rozwijanego we wschodniej części USA, którego przedstawicielami byli artyści tacy jak Schoolly D, Boogie Doown Productions, Slick Rick, Beastie Boys oraz Public Enemy. Temat ich twórczości skupiał się na spustoszeniu wyrządzanym przez miejskie ubóstwo, alkohol, nadużywanie narkotyków, przestępstwa oraz wojny gangów, często również rasistowskie dyskryminacje, konflikty z policją. Przez większość lat 90. dzięki popularności takich artystów jak: Ice Cube, Ice-T, Da Lench Mob oraz Cypress Hill, hardcore rap utożsamiany był z hip-hopem, rozwijanym w zachodniej części USA. Jednak pojawienie się artystów takich jak: Onyx, zespołu Wu-Tang Clan, Sheek Louch, DMX, Nas i Mobb Deep szybko sprawiło, że "wschodni" hardcore ponownie nabrał na znaczeniu. Ten rodzaj muzyki charakteryzowały ograniczone do minimum beaty, realistyczne sample z dźwiękami bębnów (często z płyt gramofonowych), instrumentów strunowych i pianina, oraz sporadyczne wstawki jazzowe.
W późnych latach 90., komercyjna wersja hardcore hip-hopu została połączona z muzyką pop i osiągnęła sukces za sprawą takich artystów jak: DMX, Bone Thugs-N-Harmony, oraz Big Pun.